# Sant Pere de Montgrony

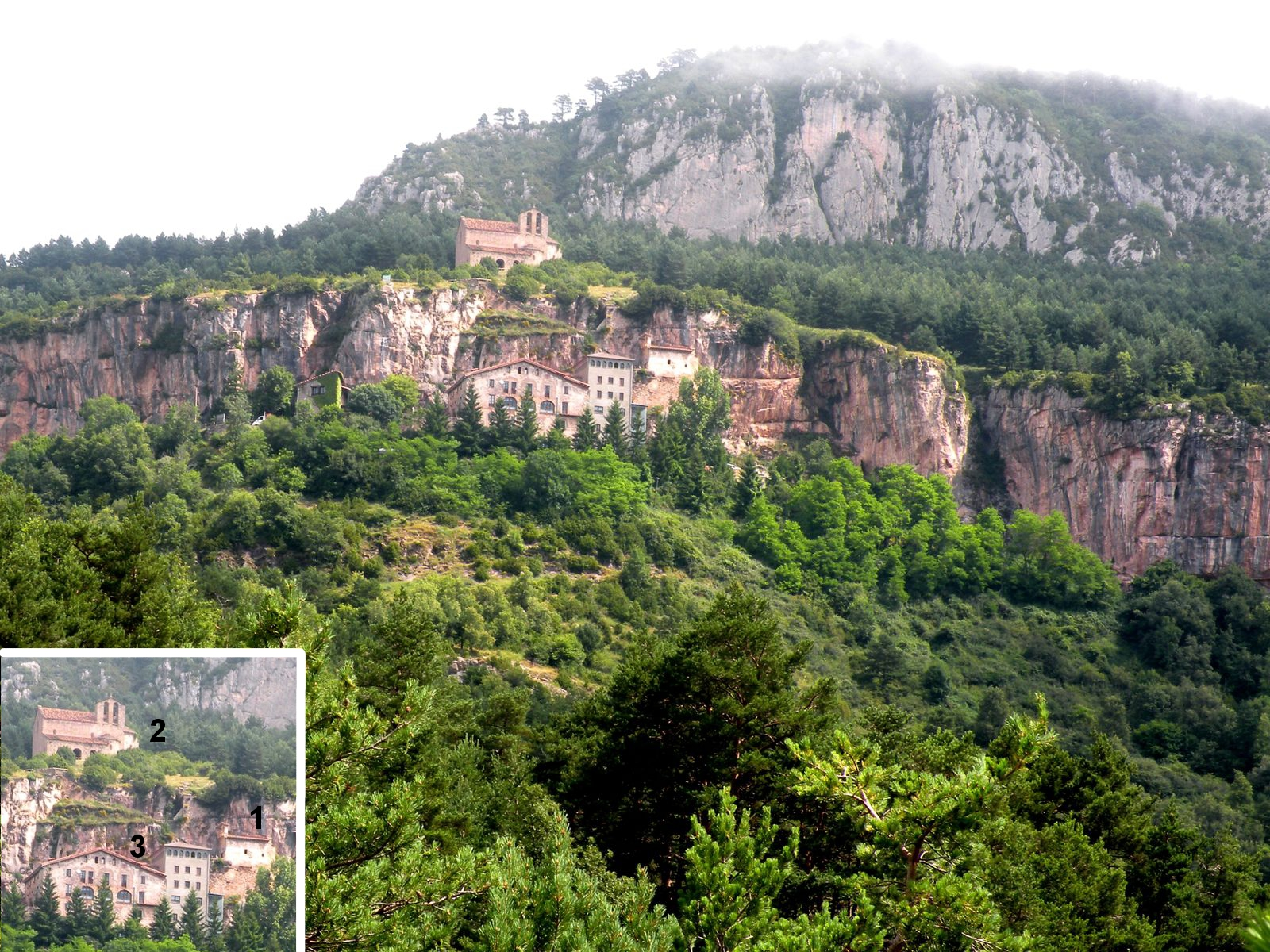
Kirche Sant Pere de Montgrony

Sant Pere de Montgrony ist ein romanisches Kirchenbauwerk in der imposanten Berglandschaft der südlichen Pyrenäen im Norden Kataloniens.

## Lage
Die Kirche Sant Pere de Montgrony befindet sich auf dem Gemeindegebiet (municipi) von Gombrèn im noch etwa 10 Einwohner zählenden Weiler Montgrony (auch Mogrony) im Norden der Provinz Girona in der Autonomen Region Katalonien. Sie liegt etwa drei Kilometer (Fußweg) oder fünf Kilometer (Fahrtstrecke) nördlich von Gombrèn in der Berglandschaft der Serra de Sant Pere in einer Höhe von etwa 1400 Metern ü. d. M.

## Geschichte
Eine Kirche gleichen Namens ist urkundlich bereits im Jahr 899 erwähnt; die heutige Kirche wurde hingegen in den Jahren um 1130/40 fertiggestellt. Über den oder die Auftraggeber ist nichts bekannt. Da sich etwas unterhalb der Kirche eine Marienwallfahrtsstätte befindet, kann man vermuten, dass auch Sant Pere zu dem Komplex hinzugehörte und als Wallfahrtskirche genutzt wurde. Der Kirchenbau wurde in der Zeit um 1900 sowie in den 1950er Jahren grundlegend restauriert.

## Architektur

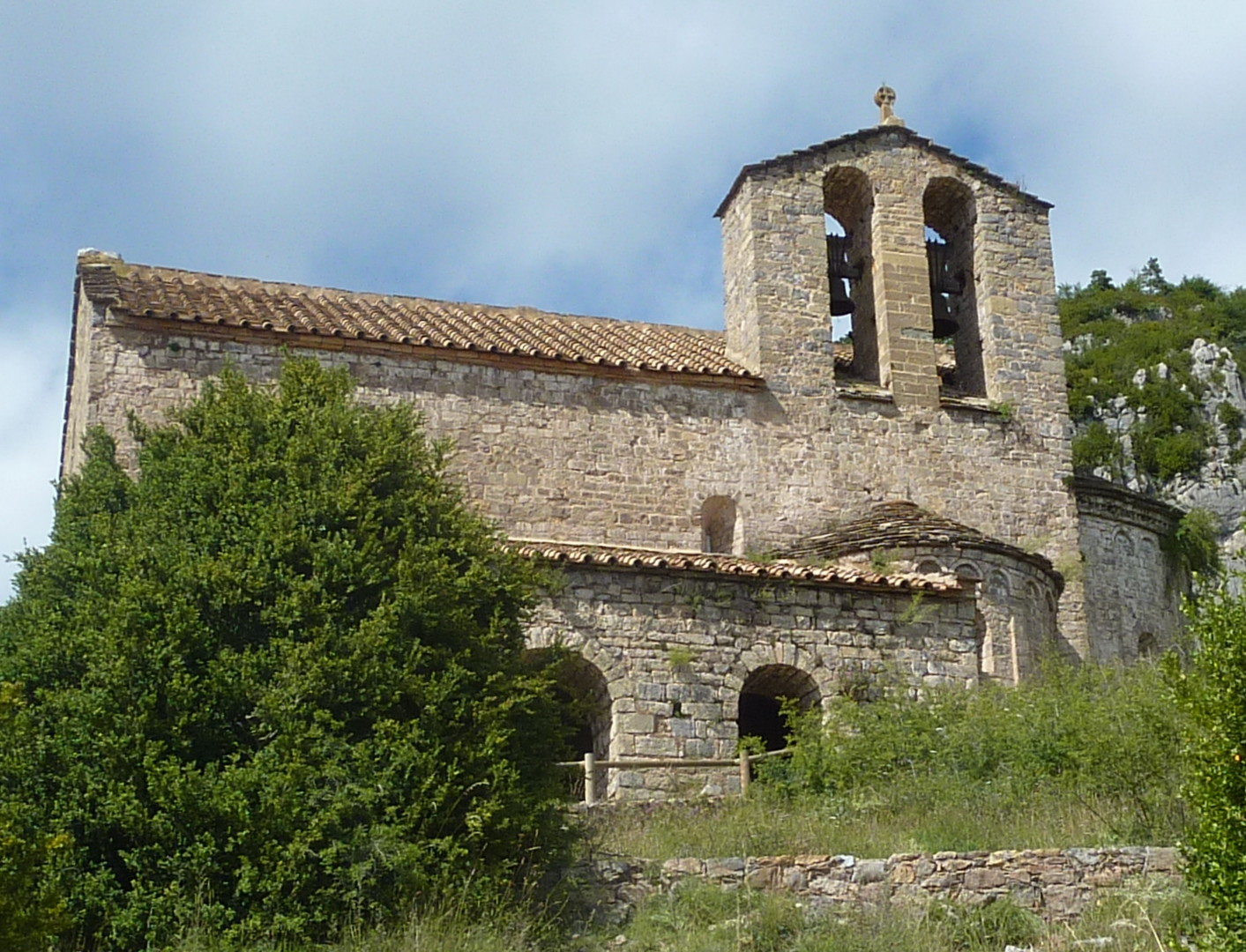
Südvorhalle und Glockengiebel

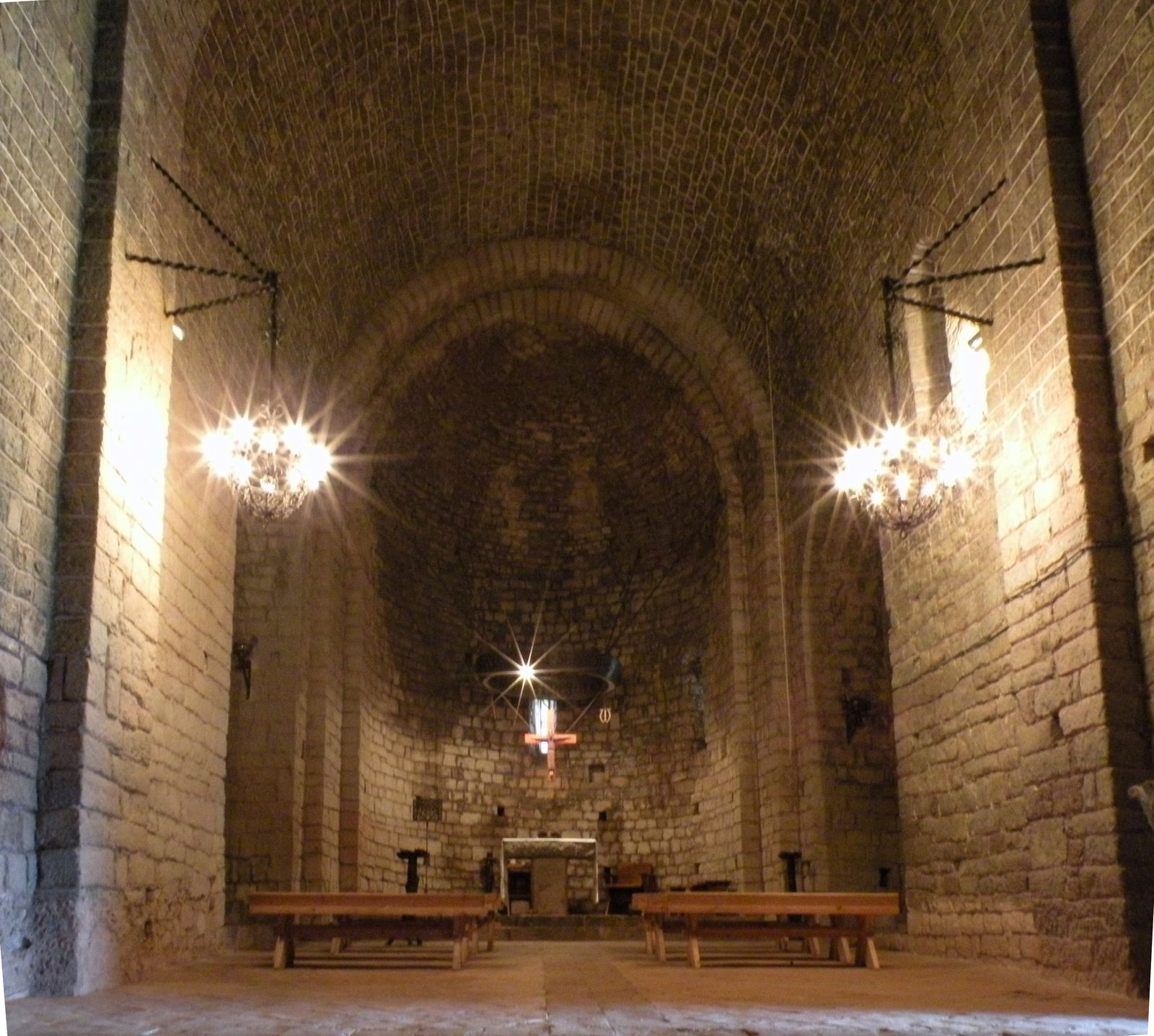
Innenraum

### Außenbau
Der Grundriss der Kirche bildet in etwa ein lateinisches Kreuz nach, wobei die beiden Querhausarme als Apsiden geformt sind. Der gesamte Bau ist im Wesentlichen aus halbwegs regelmäßig behauenen Steinen errichtet. Besondere Merkmale sind der Dreikonchenchor, die dreibogige, aber ansonsten schmucklose Südvorhalle (galería porticada) und der seitlich über der Südapsis angebrachte und weithin sichtbare Glockengiebel (espadanya); die Westfassade blieb völlig ohne Dekor. Die drei Apsiden sind durch Lisenen gegliedert, die jeweils in Rundbogenfriesen enden – in Katalonien spricht man diesbezüglich von ‚lombardischen‘ Formen. Ansonsten ist der Außenbau völlig schmucklos.

### Portal
Auch das durch die Südvorhalle geschützte und sechs Stufen erhöht liegende Rundbogenportal ist ohne jede bauliche Zierde; eine große Seltenheit sind allerdings die original erhaltenen spiralförmigen und somit ursprünglich wohl auch unheilabwehrend (apotropäisch) gemeinten eisernen Schmiedearbeiten auf den beiden hölzernen Türflügeln, die denjenigen der Prieuré de Marcevol (Roussillon) vergleichbar sind.

### Inneres
Das tonnengewölbte Langhaus ist einschiffig und hat etwa eine Breite von ca. 6,20 Meter; es wird durch zwei kleine Fenster auf der Südseite und eines im Westen belichtet, die Nordseite ist dagegen fensterlos. Von den drei Apsiden wird nur die Südapsis von einem kleinen Fenster spärlich erhellt. Die Mittelapsis ist gegenüber dem übrigen Raumniveau um zwei Stufen erhöht.

## Ausstattung
Im Museu Episcopal de Vic werden zwei mit den Aposteln Petrus und Paulus bemalte hölzerne Seitenplatten des ehemaligen Altars gezeigt, die etwa um 1300 entstanden sind und im 19. Jahrhundert dorthin verbracht wurden.

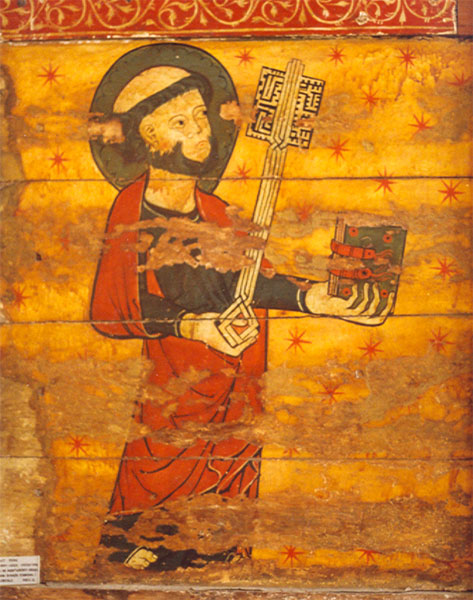
Apostel Petrus mit Schlüssel
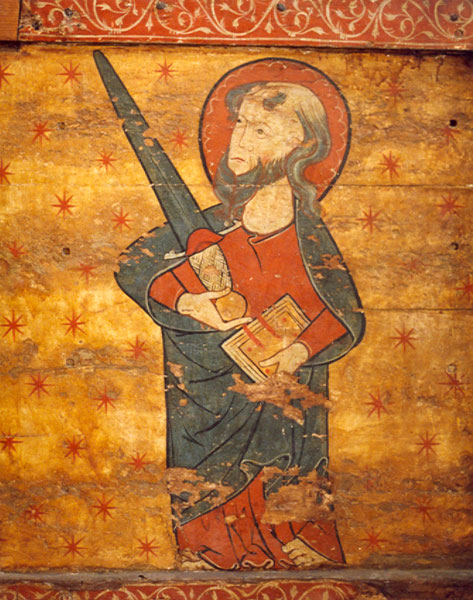
Apostel Paulus mit Schwert